# Jérôme Salomon
Jérôme Salomon (París, 26 de abril de 1969) es un médico francés especialista en enfermedades infecciosas y funcionario público. Es director general de Salud desde el 8 de enero de 2018. Se dio a conocer en Francia por la pandemia por la Covid-19.

## Trayectoria
Salomon ha trabajado en Enfermedades infecciosas emergentes, epidemias y resistencia a antibióticos en el Institut national de la santé et de la recherche médicale (Inserm), Instituto Pasteur y en la Universidad de Versailles Saint Quentin en Yvelines. Fue director clínico del Hospital Universitario Raymond Poincaré entre 1999 y 2002, y director médico desde 2004 a 2009.
Consejero de Bernard Kouchner desde principios de los años 2000, en 2010 se convirtió en consejero de salud de Marisol Touraine, en el que trabajó hasta 2015 como consejero.
En 2016, se unió a la campaña electoral de Emmanuel Macron para las Elecciones presidenciales de 2017 y participó en la redacción de parte del programa de salud del candidato.
En enero de 2018, fue elegido por Agnès Buzyn para convertirse en Director general de Salud.

### Pandemia de coranavirus
Jérôme Salomon se dio a conocer en Francia con motivo de la  pandemia de coronavirus de 2020, realizando informes diarios sobre la situación del país y el estado de los casos diagnosticados. Ya en marzo se dijo que su posición era muy delicada pues el presidente Emmanuel Macron dijo públicamente que Francia no estaba preparada para afrontar las consecuencias de una posible pandemia generalizada.